# Aspenden
Aspenden es una parroquia civil y un pueblo del distrito de East Hertfordshire, en el condado de Hertfordshire (Inglaterra).

## Geografía
Según la Oficina Nacional de Estadística británica, Aspenden tiene una superficie de 5,87 km².

## Demografía
Según el censo de 2001, Aspenden tenía 222 habitantes (50,9% varones, 49,1% mujeres) y una densidad de población de 37,82 hab/km². El 21,17% eran menores de 16 años, el 75,68% tenían entre 16 y 74, y el 3,15% eran mayores de 74. La media de edad era de 37,17 años. Del total de habitantes con 16 o más años, el 22,29% estaban solteros, el 65,71% casados, y el 12% divorciados o viudos.
El 96,33% de los habitantes eran originarios del Reino Unido. El resto de países europeos englobaban al 1,83% de la población, mientras que el 1,83% había nacido en cualquier otro lugar. Todos los habitantes eran blancos. El cristianismo era profesado por el 73,3%, mientras que el 20,81% no eran religiosos y el 5,88% no marcaron ninguna opción en el censo.
Había 90 hogares con residentes y ninguno vacío.